# Georg Albrecht Hamberger

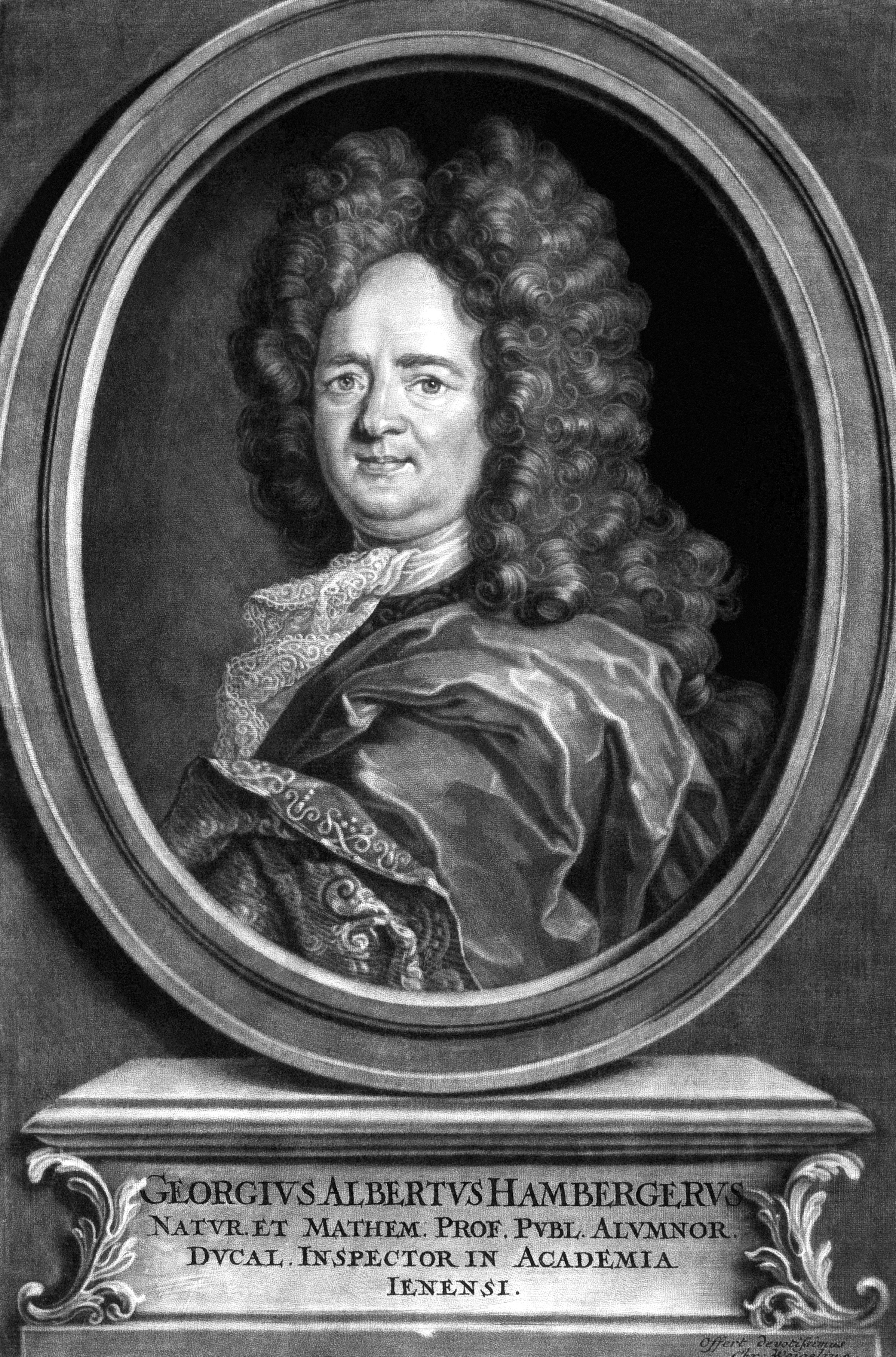
Georg Albrecht Hamberger

Georg Albrecht Hamberger (* 26. November 1662 in Beyerberg; † 13. Februar 1716 in Jena) war ein deutscher Mathematiker und Physiker.

## Leben
Georg Albrecht wurde als Sohn des evangelischen Pfarrers Georg Ludwig Hamberger (* 15. April 1622 in Breitenau; † 11. Februar 1689 in Beyerberg) und seiner am 2. Juli 1650 geheirateten Frau Barbara Cöler  (get. 12. August 1624 in Ansbach; † 5. November 1709 in Feuchtwangen) geboren. Nach anfänglicher Ausbildung in seinem Geburtsort besuchte er ab 1677 die Fürstenschule Heilsbronn, wo sein Schwager Johann Friedrich Krebs (1651–1721) der Rektor der Bildungseinrichtung war. Am 24. Juli 1682 immatrikulierte sich Hamberger an der Universität Altdorf, wo Johann Christoph Sturm sein prägender Lehrer wurde. Nach zwei Jahren wechselte er am 26. April 1684 an die Universität Jena, wo er noch im selben Jahr den akademischen Grad eines Magisters der Philosophie erwarb.  Danach beteiligte er sich am Disputationsbetrieb der Hochschule, wurde 1689 Adjunkt der philosophischen Fakultät und 1694 außerordentlicher Professor der Mathematik in Jena.
Nachdem der Großvater seiner Frau, Erhard Weigel, sich für seine Nachfolge Hamberger erwünscht hatte, übernahm er 1698 die ordentliche Professur der Mathematik und 1705 wurde er zudem Professor der Physik.  Auch beteiligte er sich an den organisatorischen Aufgaben der Salana. So war er einige Male Dekan der philosophischen Fakultät und im Sommersemester 1706 Rektor der Alma Mater. Hamberger engagierte sich für die Umstellung des Kalenders in den evangelischen Gebieten, von der julianischen zur gregorianischen Rechnung, welche Umstellung im Ende Februar bis Anfang März 1700 durchgeführt wurde. 1697 errichtete er auf dem Torgebäude des Collegium Jenense ein Observatorium, regte eine territorial übergreifende Wetterbeobachtung an und ist Verfasser von einigen optischen Schriften. Hamberger genoss zu seiner Zeit eine hohe Anerkennung. Unter anderem zog er Schüler wie den späteren bedeutenden Gelehrten Christian Wolff an die Jenaer Salana.

## Familie
Georg Albrecht Hamberger verheiratete sich am 8. April 1695 in Altdorf mit Sophia Katharina Spitz (* 23. Dezember 1674 in Jena; † 18. März 1754 in Jena) die Tochter des Altdorfer Professors der Rechte Felix Spitz (* 1. Dezember 1641 in Ronneburg; † 13. Januar 1717 in Altdorf) und dessen Frau Anna Katharina Weigel (* 27. Juni 1654 in Jena; † 22. Dezember 1710 in Altdorf). Aus der Ehe stammen zehn Kinder, wovon nur 5 das Erwachsenenalter erreichten. Von den Kindern kennt man:
- Anna Catharina Hamberger (~ 30. Januar 1696; † 1767 in Altdorf) ⚭ 4. Mai 1716 in Weimar mit dem Theologen Johann David Beier (1681–1752)
- Georg Erhard Hamberger Prof. der Medizin in Jena
- Sophia Maria Hamberger (~ 18. Juli 1700 in Jena; † jung)
- Anna Dorothea Hamberger (~ 17. August 1702 in Jena; † 14. Juni 1774 ebenda), ⚭ 4. Juni 1733 in Jena mit dem Hofgerichtsadvokat, Universitätssyndikus in Jena und Gerichtsdirektors Altenberg Adolph Friedrich Kuhle (* 8. Januar 1698 in Bremen; † 14. Juni 1767 in Jena)
- Elisabeth Sohia Hamberger (* 9. Februar 1704 in Jena; † jung)
- Clara Elisabeth Hamberger (* 30. Dezember 1705 in Jena; † 11. Februar 1774 in Remda) ⚭ 23. April 1731 in Jena mit dem Amtmann der Jenaer Universität Christoph Friedrich Reichardt (* November 1695 in Remda; † 21. Juni 1763 ebenda)
- Susanna Hedwig Hamberger (~ 31. Dezember 1707 in Jena; † 19. August 1791 in Jena) ⚭ 21. Juli 1738 in Jena mit dem Theologen Heinrich Michael Gnüge (* 29. Oktober 1702 in Jena; † 13. Mai 1782 in Ostheim vor der Rhön)
- Georg Andreas Hamberger (~ 3. November 1709 in Jena; † jung)
- Johann Burckard Hamberger (* 24. November 1710 in Jena; † jung)
- Sophia Christina Hamberger (* 19. September 1712 in Jena; † jung)

Sein Neffe, der Rechtswissenschaftler Lorenz Andreas Hamberger, wohnte zeitweise bei ihm in Jena.

## Werke (Auswahl)
- De Francis antiquis. Jena 1686 (Resp. Johann Christoph Hochstätter), (online)
- Methodum acquirendi virtutem. Jena 1690 (Resp. Veit Benedict Heuber), (online)
- Deum Ex Inspectione Cordis Investigatum. Jena 1692 (Resp. Georg Friedrich Beer), (online)
- De usu matheseos in theologia. Jena 1694 (Resp. Johann Ludwig Hocker), (online)
- Programma de meritis Germanorum in mathesin, quo orationem inauguralem praelectionibus publicis solenni majorum more praemittendam. Jena 1694 (online)
- Hydraulicam. Jena 1698 (Resp. Andreas Seidel), (online)
- Dissertatio Academica de Barometris. Jena 1701 (Resp. Johann Crüger), (online)
- Disputatio Academica de ventriculi per aestatem imbecillitate. Jena 1702 (Resp. Meno Nicolaus Hanneken), (online)
- Dissertatio Mathematica de Basi compvti ecclesiastici. Jena 1705 (online)
- Fasciculus dissertationum academicarum Physico-Mathematicarum antehac seorsim Editarum. Jena 1708 (online)
- Iridem diluvii, Gen. IX, 13. seq. Jena 1706 (Resp. Christian Seyfried), (online)
- De Epochae Christianae Ortu Et Autore. Jena 1708 (Resp. Conrad Philipp Redeker), (online)
- Iusiurandum Davidis. Jena 1723 (online)